# Nick Boles
Nicholas Edward Coleridge Boles (sinh ngày 2 tháng 11 năm 1965) là một chính khách người Anh, từng là Nghị sĩ Quốc hội (MP) cho khu vực bầu cử Grantham and Stamford ở Lincolnshire từ năm 2010 đến 2019. Ông là thành viên của Đảng Bảo thủ cho đến năm 2019. Boles đã từ chức từ Hiệp hội bảo thủ địa phương vào ngày 16 tháng 3 năm 2019 với lý do khác biệt với đảng địa phương của mình. Vào ngày 1 tháng 4 năm 2019, ông đã từ chức người đứng đầu đảng, cáo buộc đảng không thỏa hiệp với Brexit. Sau đó, ông ngồi như một người bảo thủ tiến bộ độc lập cho đến khi giải tán quốc hội vào ngày 5 tháng 11.
Boles từng là Bộ trưởng Bộ Kỹ năng từ 2014 đến 2016. Trước khi vào Quốc hội, ông là ủy viên hội đồng thành phố Westminster và là giám đốc của Sàn giao dịch chính sách, một nhóm chuyên gia tư duy có trụ sở tại Westminster.

## Tuổi thơ
Boles sinh ngày 2/11/1965, con trai của Sir Jack Boles, người sau này là Tổng giám đốc của Ủy ban Quốc gia từ năm 1975 đến 1983. Ông là cháu trai của nghị sĩ bảo thủ Dennis Boles.
Boles là một học giả tại Winchester College trước khi đọc Triết học, Chính trị và Kinh tế tại Magdalen College, Oxford, sau đó giành được học bổng Kennedy để học thạc sĩ về Chính sách công tại Trường Chính phủ John F. Kennedy, Đại học Harvard.

## Đời tư
Boles là người đồng tính và tham gia một quan hệ đối tác dân sự vào tháng 5 năm 2011. Boles đã đòi £930.60 chi phí Nghị viện cho các bài học tiếng Do Thái để ông có thể giao tiếp tốt hơn với bạn trai người Israel Shay Meshulam. Sau những chỉ trích của công chúng, ông đã quyên góp số tiền tương đương với số tiền chi cho các bài học cho ba tổ chức từ thiện địa phương trong khu vực bầu cử của mình.
Chị gái của Boles, Victoria Boles, kết hôn với Dudley Fishburn, cựu thành viên của Quốc hội.